# Ейвонмор (Пенсільванія)
Ейвонмор (англ. Avonmore) — місто (англ. borough) в США, в окрузі Вестморленд штату Пенсільванія. Населення — 900 осіб (2020).

## Географія
Ейвонмор розташований за координатами 40°31′38″ пн. ш. 79°28′11″ зх. д. / 40.52722° пн. ш. 79.46972° зх. д. (40.527150, -79.469786).  За даними Бюро перепису населення США в 2010 році місто мало площу 4,03 км², з яких 3,81 км² — суходіл та 0,22 км² — водойми.

## Демографія
Згідно з переписом 2010 року, у селищі мешкало 1011 осіб у 448 домогосподарствах у складі 277 родин. Густота населення становила 251 особа/км².  Було 497 помешкань (123/км²).
Расовий склад населення:
| - 97,4 % — білих - 1,4 % — чорних або афроамериканців - 0,1 % — азіатів |

До двох чи більше рас належало 0,7 %. Частка іспаномовних становила 0,5 % від усіх жителів.
За віковим діапазоном населення розподілялося таким чином: 20,1 % — особи молодші 18 років, 55,9 % — особи у віці 18—64 років, 24,0 % — особи у віці 65 років та старші. Медіана віку мешканця становила 45,0 року. На 100 осіб жіночої статі у селищі припадало 91,5 чоловіків;  на 100 жінок у віці від 18 років та старших — 87,9 чоловіків також старших 18 років.
Середній дохід на одне домашнє господарство  становив 56 254 долари США (медіана — 40 956), а середній дохід на одну сім'ю — 63 248 доларів (медіана — 50 417). Медіана доходів становила 45 250 доларів для чоловіків та 27 857 доларів для жінок. За межею бідності перебувало 8,9 % осіб, у тому числі 3,4 % дітей у віці до 18 років та 4,9 % осіб у віці 65 років та старших.
Цивільне працевлаштоване населення становило 442 особи. Основні галузі зайнятості: виробництво — 31,7 %, освіта, охорона здоров'я та соціальна допомога — 21,7 %, будівництво — 9,0 %, мистецтво, розваги та відпочинок — 6,8 %.